# Дорчестер (Вісконсин)
Дорчестер (англ. Dorchester) — селище (англ. village) в США, в округах Кларк і Марафон штату Вісконсин. Населення — 849 осіб (2020).

## Географія
Дорчестер розташований за координатами 45°0′5″ пн. ш. 90°19′52″ зх. д. / 45.00139° пн. ш. 90.33111° зх. д. (45.001335, -90.331096).  За даними Бюро перепису населення США в 2010 році селище мало площу 3,70 км², з яких 3,61 км² — суходіл та 0,09 км² — водойми.

## Демографія
Згідно з переписом 2010 року, у селищі мешкало 876 осіб у 355 домогосподарствах у складі 228 родин. Густота населення становила 237 осіб/км².  Було 383 помешкання (104/км²).
Расовий склад населення:
| - 90,3 % — білих - 0,6 % — чорних або афроамериканців - 0,2 % — корінних американців - 0,1 % — азіатів - 8,3 % — осіб інших рас |

До двох чи більше рас належало 0,5 %. Частка іспаномовних становила 12,8 % від усіх жителів.
За віковим діапазоном населення розподілялося таким чином: 26,3 % — особи молодші 18 років, 58,4 % — особи у віці 18—64 років, 15,3 % — особи у віці 65 років та старші. Медіана віку мешканця становила 34,5 року. На 100 осіб жіночої статі у селищі припадало 105,6 чоловіків;  на 100 жінок у віці від 18 років та старших — 109,7 чоловіків також старших 18 років.
Середній дохід на одне домашнє господарство  становив 47 481 долар США (медіана — 40 938), а середній дохід на одну сім'ю — 54 380 доларів (медіана — 45 000). Медіана доходів становила 35 395 доларів для чоловіків та 32 266 доларів для жінок. За межею бідності перебувало 13,2 % осіб, у тому числі 13,7 % дітей у віці до 18 років та 13,3 % осіб у віці 65 років та старших.
Цивільне працевлаштоване населення становило 483 особи. Основні галузі зайнятості: виробництво — 34,2 %, сільське господарство, лісництво, риболовля — 15,1 %, освіта, охорона здоров'я та соціальна допомога — 14,3 %.